# ویکتور ارنست شلفورد
ویکتور ارنست شلفورد (انگلیسی: Victor Ernest Shelford؛ ۲۲ سپتامبر ۱۸۷۷ – ۲۷ دسامبر ۱۹۶۸) یک دانشمند در زمینهٔ جانورشناسی و بوم‌شناسی اهل ایالات متحده آمریکا بود.